# Копіювальний апарат

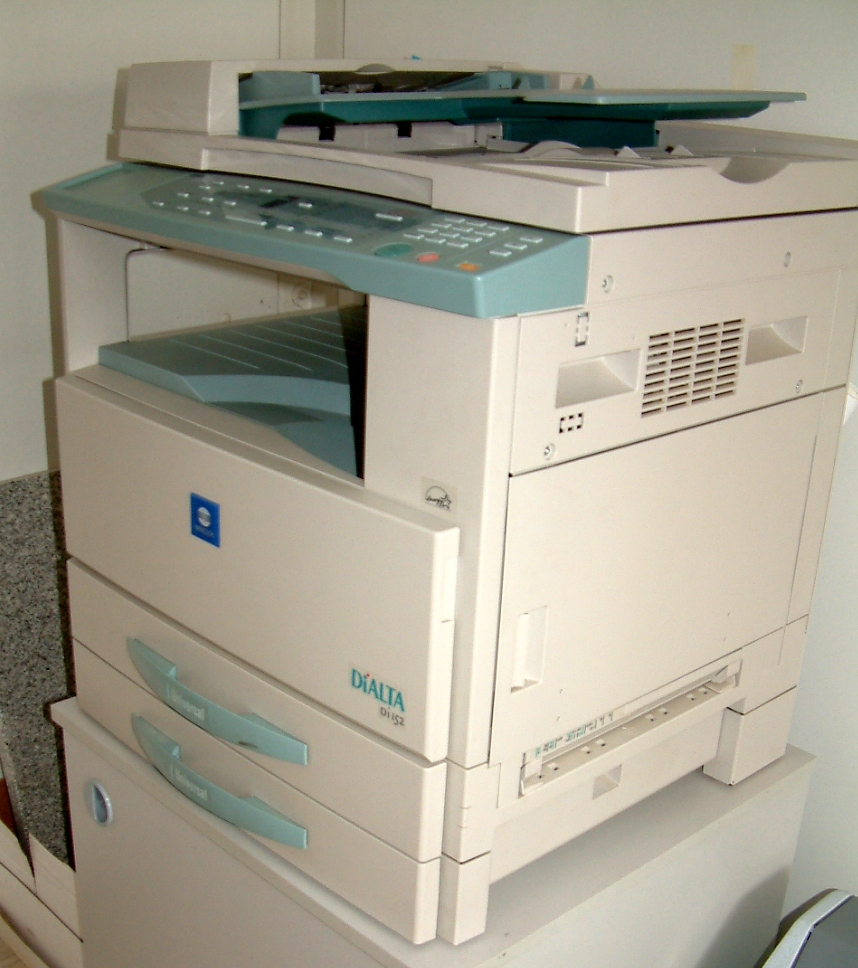
Копіювальний апарат

Копіюва́льний апара́т, копір; ксерокопіювальний апарат, розм. «ксерокс» (останнє є епонімом, див. нижче) — копіювально-множний апарат, КМА) — пристрій, призначений для одержання копій документів, фотографій, малюнків і інших двомірних зображень на папері й інших матеріалах. На відміну від поліграфічних машин може використовуватися для виготовлення малих тиражів книг, брошур та ін. Крім спеціальних машин, до копіювальних апаратів можна віднести факсимільний апарат, дуплікатор і з'єднані між собою сканер і принтер.

## Характеристики
Основні характеристики КА:
- формат оригіналу й копії;
- швидкість копіювання;
- вартість копіювання;
- продуктивність;
- рекомендований обсяг копіювання (ресурс).

## Методи одержання зображення
У КА найпоширеніший електрографічний метод друку. Для великих тиражів використовується трафаретний метод. Також (в факсимільних апаратах і недорогих кольорових ксероксах) використовується метод струменевого друку і метод термодруку. Інші методи одержання зображення поширення не отримали або були витиснуті з ринку копіювальної техніки.
За способом обробки вихідного зображення копіювальні апарати діляться на аналогові і цифрові. Вони різняться за способом передачі зображення від оригіналу до копії. В аналогових апаратах (електрографічних) світло, відбите від оригіналу через систему дзеркал, що рухаються, і об'єктива, передається на фотобарабан. У цифрових — зображення з оригіналу спочатку сканується за допомогою лінійки фоточутливих елементів (фотодіодів) у пам'ять контролера, обробляється за певним алгоритмом, а потім виводиться на друк через принтер, що є, у цьому випадку, невід'ємною частиною копіювального апарата («БФП», «БФА» або «БФП»).
Цифрові копіювальні апарати діляться на монохромні й повноколірні.
За продуктивністю виділяють копіри малої (до 20 копій/хв), середньої (20-40 копій/хв) і високої (понад 40 копій/хв) продуктивності.
За компонуванням копіри діляться на напідлогові й настільні. З настільних окремо виділяють переносні (портативні).
Настільні апарати малої продуктивності формату А4 звичайно називають персональними.
Окремо виділяють копіри великого формату (А0, А1), які часто називають інженерними системами.

## Класифікація
- За габаритами:
  - портативні;
  - настільні;
  - продуктивні стаціонарні;

- За принципами сканування:
  - аналогові;
  - цифрові.

- За передачею кольору:
  - одноколірні;
  - кольорові;

- За функціональністю:
  - стандартні (для паперу А4, А3);
  - спеціальні (для видавничих комплексів);
  - широкоформатні (для виготовлення креслень).

- За швидкістю копіювання:
  - до 6 копій/хв;
  - до 20 копій/хв;
  - до 40 копій/хв;
  - більше 40 копій/хв.

- За  ресурсом:
  - ххх копій/день;
  - ххх копій/день;
  - ххх копій/день.

## Виробники
| - Canon - Konica Minolta - Kyocera | - Oce - Panasonic - Ricoh | - Sharp - Toshiba - Xerox |

## Про назву «Ксерокс»
Незважаючи на широке використання терміна ксерокс, в офіційній літературі й особливо рекламних матеріалах його намагаються уникати через подібність із назвою фірми «Ксерокс» (англійською вимовляється як «зирокс»). Її апарати на основі технології ксерографії (від грецької «сухий» і «написання») у свій час домінували на ринку, потіснивши інші технології копіювання, і тому її товарний знак став прозивним для цілого класу пристроїв. Подібний перехід терміна з назви фірми-виробника на весь вид виробів зустрічається часто (порівн.: джип, памперс, патефон, тощо). Сама ж назва «ксерокс» для копіювальних апаратів на основі технології ксерографії (або, більш науково, електрографії) була запропонована ще винахідником методу Честером Карлсоном, а фірма «Ксерокс» отримала своє ім'я після перейменування, коли її апарати із цією назвою стали досить відомими.
В українську мову слово ксерокс увійшло в 70-і роки, коли в СРСР з'явилися перші копіювальні машини фірми «Ксерокс». Також широке розповсюдження в СРСР в той час отримали радянські копіювальні машини «ЭРА» і РЕМ.

## Цікаві факти
- Перші копіювальні апарати, що з'явилися в СРСР в 1966 році, були апаратами фірми Xerox, у результаті чого «ксерокс» стало ім'ям загальним для подібної техніки. У той же час, наприклад, в Монголію перші копіювальні апарати стала поставляти фірма Canon («Кенон»), тому монгольською копіювальні апарати називаються «канон».
- У СРСР копіювальні й множні апарати (гектографи) в обов'язковому порядку реєструвалися в КДБ, і вівся суворий облік того хто, що й де копіював. Очевидною метою цих заходів була боротьба з самвидавом і поширенням закритої інформації (у тому числі топографічних карт).
- 1953 року В. М. Фрідкін, щойно закінчивши Московський університет, створив перший радянський ксерокс, а згодом розвинув теорію ксерографії. Ксерографію та ксерокс задовго до цього винайшов американець Честер Карлсон. [Архівовано 26 лютого 2007 у Wayback Machine.]

## Інтернет-ресурси
- R. Schaffert: Electrophotography. Focal Press, 1975
- Owen, David (August 2004). Copies in Seconds : How a Lone Inventor and an Unknown Company Created the Biggest Communication Breakthrough Since Gutenberg: Chester Carlson and the Birth of the Xerox Machine. New York: Simon & Schuster. ISBN 0-7432-5117-2.